# Томабэти, Гидзу
Гидзу Томабэти (яп. 苫米地義三 Гидзу Томабэти,  25 декабря 1880, префектура Аомори, Японская империя — 29 июня 1959, уезд Камикита, префектура Аомори, Япония) — японский государственный деятель, генеральный секретарь кабинета министров Японии (1948).

## Биография
Выходец из влиятельной японской семьи. В 1903 г. окончил факультет прикладной химии Токийского технологического института.
За время своей политической карьеры состоял в нескольких партиях: Прогрессивной партии Японии, Демократической партии, Национально-демократической партии, вновь к Прогрессивной партии, Японской демократической партии и Либерально-демократической партии.
В 1946—1952 гг. избирался в Палату представителей, а с 1953 до 1959 г. — депутат Палаты советников, где с 1956 по 1957 г. возглавлял комитет по бюджету.
Входил в правительство страны:
- июнь-декабрь 1947 г. — министр транспорта,
- март-октябрь 1948 г. — генеральный секретарь кабинета министров Японии.

В апреле 1950 г. он создал Национально-демократическую партию и был ее председателем. На Сан-Францисской мирной конференции (1951) являлся Уполномоченным парламентской оппозиции.
Занимал ведущие позиции в японском бизнесе, являлся исполнительным вице-президентом Dai Nippon Chemical Fertilizer Co., Ltd. (впоследствии Nissan Chemical), президентом Daiichi Chemical Industry Co., Ltd. и старшим вице-президентом Nippon Sulphur Amene Co., Ltd.